# Amir (album)
| Recensione    | Giudizio |
| ------------- | -------- |
| Rockol        |          |
| RateYourMusic |          |
| IndieRock.it  | Positivo |

Amir è il primo album in studio del cantante belga Tamino, pubblicato il 19 ottobre 2018 per le etichette Communion e Arts & Crafts Productions. Il titolo dell'album, Amir, possiede un duplice significato: è il secondo nome di Tamino, e si può tradurre dall'arabo in principe.

## Tracce
Testi di Tamino-Amir Moharam Fouad, musiche di Pieterjan Maertens e Jo Francken.
1. Habibi – 5:07
2. Sun May Shine – 4:09
3. Tummy – 3:10
4. Chambers – 4:28
5. So It Goes – 4:55
6. Indigo Night – 4:15
7. Cigar – 4:07
8. Each Time – 5:11
9. Verses – 3:08
10. w.o.t.h. – 3:55
11. Intervals – 3:38
12. Persephone – 5:05

Deluxe Edition
1. Crocodile – 3:16
2. Every Pore – 2:52
3. Chamber (Demo) – 4:25
4. Tummy (Demo) – 3:21
5. Intervals (feat. Nagham Zikrayat Orchestra) (Live at Jet Studio) – 3:39
6. Every Pore (feat. Nagham Zikrayat Orchestra) (Live at Jet Studio) – 3:05
7. w.o.t.h. (Live at La Cigale) – 4:44
8. Intro (La Javanaise) – 1:29
9. Verses (Live at La Cigale) – 3:31

## Formazione
Musicisti
- Tamino – voce, testi, ingegneria, arrangiamento orchestrale (tracce 2, 5, 6, 8, 11 e 12)
- Lea Besençon – violoncello
- Claire Fouché – contrabbasso
- Tammam Ramadan – ney
- Tarek Alsayed Yahya – oud
- Nejib Farjalla – riqq, darabouka
- Katrien Van Remortel – viola
- Marijn Thissen – viola
- Karim Lkiya – violino
- Rik Sturtewaegen – violino
- Shalan Alhamwy – violino
- Tom Pintens – pianoforte, tastiera (tracce 1, 3, 4, 8 e 10)
- Tim Vandenbergh – arrangiamento orchestrale (tracce 2, 5, 6, 8, 11 e 12), contrabbasso (tracce 4 e 8)
- Ruben Vanhoutte – batteria (tracce da 2 a 11)
- Vik Hardy – sintetizzatore (tracce 3 e 11)
- Colin Greenwood – basso (traccia 6)
- Koen Renders – arrangiamento di ottoni (traccia 7)
- Jonas Coomans – fagotto (traccia 7)
- Jos Verjans – corno (traccia 7)
- Sun Sun Sun Orchestra (traccia 12)

Produzione
- Pieterjan Maertens – produzione, missaggio, ingegneria, basso, tastiera, sintetizzatore, vibrafono, arrangiamento di ottoni (traccia 7), arrangiamento orchestrale (tracce 2, 5, 6, 8, 11 e 12)
- Jo Francken – produzione, missaggio, ingegneria
- Christian Wright  – mastering